# موريس فلوكيه
موريس نويل فلوكيه (25 ديسمبر 1894 – 10 نوفمبر 2006) أكبر رجل فرنسي سنًا على الإطلاق، وكان عمره 111 و320 يومًا، وكان أحد آخر المحاربين القدامى الفرنسيين الذين نجوا من الحرب العالمية الأولى. وهو أيضًا أطول جندي فرنسي عمرًا على الإطلاق.

## الحرب العالمية الأولى
كان فلوكيت في سلاح المدفعية أثناء الحرب العالمية الأولى. وقد تم الإبلاغ عن تاريخه العسكري بشكل مختلف. وقيل إنه انضم في سبتمبر 1914 وخدم على الجبهة البلجيكية في ديسمبر 1914. لقد أصيب عدة مرات. أولى هذه الجروح جاءت في معركة المارن الأولى . ووقعت حادثة ثانية في السوم أثناء قتال بالأيدي باستخدام الحراب. أما الجرح الثالث فقد حدث في معركة بوسيجور ، وهي جزء من معركة شامبانيا الثانية؛ حيث اخترقت كتلة من الصخر حلق فلوكيت وأعاقت تنفسه. وبحسب كل الروايات، كان جندي عدو هو الذي أزال الصخرة وأنقذ بذلك حياة فلوكيت.
وبعد مرور عام، وأثناء عودته إلى الخطوط الأمامية، أصيب فلوكيت مرة أخرى في رأسه وذراعه اليسرى عندما انفجرت قنبلة يدوية. تم إصلاح الثقب في رأس فلوكيت بواسطة ممرضة وجدت قطعة من غضروف شخص آخر. تم تفجير أذن فلوكيت الخارجية. بعد تعافيه، نحو نهاية الحرب، تم إرسال فلوكيت إلى مصنع للقنابل، وتم تسريحه من الخدمة في عام 1919. لا تزال رصاصة ألمانية عالقة في ذراع فلوكيت.

## الحياة اللاحقة
بعد نهاية الحرب العالمية الأولى، تزوج موريس إدموند فلوكيت وبدأ حياته العملية كعامل لإصلاح الجرارات. كان مولعًا بالبستنة، حيث استمر في العناية بحديقته حتى تجاوز سن المائة. ورغم تقدمه الكبير في العمر، واصل ممارسة نشاط بدني مميز؛ إذ كان يركب دراجته الهوائية يوميًا لمدة 20 دقيقة في فناء شقته حتى بلوغه 110 أعوام. ومع ذلك، بحلول نوفمبر 2006، وُصف فلوكيت بأنه أصبح "طريح الفراش" نتيجة الشيخوخة.

### إنجازاته وسجلاته
- في 22 مارس 2002، أصبح فلوكيت أكبر محارب قديم على قيد الحياة في فرنسا بعد وفاة هيلير فرانسوا داربول عن عمر 109 أعوام و54 يومًا. لاحقًا، في 20 فبراير 2003، أصبح أكبر رجل على قيد الحياة في فرنسا بعد وفاة جوزيف رابيندا عن عمر 111 عامًا، وأكبر رجل أوروبي على قيد الحياة بعد وفاة جيرزي باجاكوفسكي ديدينسكي في 6 ديسمبر 2005.
- في 24 مارس 2005، قلده الرئيس الفرنسي جاك شيراك وسام جوقة الشرف برتبة ضابط، تقديرًا لخدمته وشجاعته أثناء الحرب.
- في مايو 2006، حطم فلوكيت الرقم القياسي كأكبر رجل فرنسي على الإطلاق عندما تجاوز عمر إميل فوركاد، الذي عاش حتى 111 عامًا و153 يومًا.
- في أكتوبر 2006، بادر فلوكيت بإرسال رسائل إلى هنري ألينجهام (أكبر رجل بريطاني ومحارب قديم على قيد الحياة) وروبرت ماير (أكبر رجل ألماني ومحارب قديم على قيد الحياة)، حيث شارك الثلاثة في إنجاز فريد كأكبر رجال ومحاربين قدماء في بلدانهم.

### وفاته
توفي موريس إدموند فلوكيت في 10 نوفمبر 2006 عن عمر يناهز 111 عامًا و320 يومًا، قبل يوم واحد فقط من الذكرى الثامنة والثمانين لنهاية الحرب العالمية الأولى. بعد وفاته، أصبح هنري ألينجهام أكبر رجل أوروبي على قيد الحياة.